# Digimon Savers 3D - Digital World kiki ippatsu!
Série
Digimon Savers The Movie Kyūkyoku Pawā! Bāsuto Mōdo Hatsudō!! Digimon Adventure tri.
Pour plus de détails, voir Fiche technique et Distribution.
Digimon Savers 3D - Digital World kiki ippatsu! (デジモンセイバーズ3D デジタルワールド危機イッパツ！, Dejimon Seibāzu 3D Dejitaru Wārudo Kiki Ippatsu!, litt. Digimon Savers 3D : Le digimonde en danger imminent !) est un court-métrage d'animation réalisé par Nakamura Tetsuharu, produit par Toei Animation, et sorti en 2006 au Japon. Dixième film tiré de la franchise Digimon, il est lié à l'anime Digimon Data Squad et n'a jamais été traduit en français.

## Synopsis
Agumon, Gaomon et Lalamon décident de se rendre dans le digimonde et se retrouvent dans un parc d'attractions rempli d'autres Digimon, dont Calumon qui décide de les suivre. Après avoir sauté dans un véhicule ressemblant à un chariot de montagnes russes, les piètres compétences de conduite d'Agumon conduisent les trois Digimon dans plusieurs endroits, dont une falaise, des grottes, un volcan, un rocher de glace et une zone hantée, et atterrissent dans un endroit ressemblant au Monde des ténèbres. Une fois sur place, ils découvrent que les données se dissipent et qu'Armagemon les absorbe. Agumon et Gaomon se digivolvent en GeoGreymon et Gaogamon pour l'affronter, tandis que Calumon utilise ses pouvoirs pour effacer le trou noir. Après la défaite d'Armagemon, les Kuramon qui composaient le corps des Digimon ramènent les différentes zones à la normale. 

## Diffusion
Le film est d'abord produit pour faire la promotion du parc d'attractions Sanrio Puroland, au Japon, entre le 8 juillet 2006 et 2008. Il est ensuite rediffusé le 3 octobre 2009 lors du Toei Animation Festival.